# Bácsszentgyörgy
Bácsszentgyörgy es un pueblo ubicado en el distrito de Baja, en el condado de Bács-Kiskun, Hungría.

## Superficie
Posee una superficie de 14,74 kilómetros cuadrados.

## Demografía
Hasta 2019 la población era de 144 habitantes, con una densidad de población de 9,769 habitantes por kilómetro cuadrado.